# Vazeilles-Limandre

Vazeilles-Limandre este o comună în departamentul Haute-Loire, Franța. În 2009 avea o populație de 235 de locuitori.